# Julius Weingarten
Julius Weingarten (1836-1910) va ser un matemàtic alemany, que va contribuir a la teoria de les superfícies corbes.
Era fill de pares polonesos emigrats, el seu pare era teixidor i la família no era gens rica. Va estudiar matemàtiques i física a la universitat de Berlín i química al Gewerbeinstitut, però va obtenir el doctorat a la universitat de Halle el 1864, quan ja feia uns anys que feia de professor en una escola de Berlín.
El 1863 ja havia publicat un important article sobre teoria de superfícies motiu pel qual s'anomenen superfícies de Weingarten a les superfícies que tenen una relació funcional definida entre la curvatura mitjana i la curvatura Gaussiana.
El 1874 va ser nomenat professor de mecànica de l'Escola Tècnica Superior de Berlín, on va crear un grup de recerca sobre teoria de superfícies.
El 1902, quan la seva salut va començar a empitjorar, va ser nomenat professor honorari de la Universitat Tècnica de Friburg de Brisgòvia, ciutat en què va morir.